# SMERSH
El SMERSH (en ruso: СМЕРШ; en abreviación de SMERt SHpiónam, СМЕРть Шпионам, 'Muerte a los espías') fue el nombre dado al departamento de contraespionaje de la Unión Soviética, una organización paraguas que agrupaba a tres agencias independientes de contrainteligencia en el Ejército Rojo, formada a finales de 1942 o incluso antes, pero anunciada oficialmente el 14 de abril de 1943 durante la nacionalmente denominada Gran Guerra Patria (Segunda Guerra Mundial). La justificación formal de su creación fue subvertir los intentos de las fuerzas alemanas nazis de infiltrarse en el Ejército Rojo en el Frente Oriental.
El estatuto oficial del SMERSH enumeraba las siguientes tareas que debía llevar a cabo la organización: contrainteligencia, contraterrorismo; prevención de cualquier otra actividad de inteligencia extranjera en el Ejército Rojo y lucha contra los «elementos antisoviéticos» en el mismo, como lo son traidores, desertores y autolesionados junto a su debida investigación; protección de las líneas del frente contra la penetración de espías, entre otros «elementos»; y control del personal militar y civil que regresaba de su cautiverio.
La organización existió oficialmente hasta el 4 de mayo de 1946, cuando sus funciones volvieron a transferirse al MGB. El jefe de la agencia durante toda su existencia fue Víktor Abakúmov, quién ascendió hasta convertirse en ministro de la Seguridad del Estado en los años de posguerra.

## Nombre
El nombre completo de la entidad principal es «Главное управление контрразведки СМЕРШ Народного комиссариата обороны СССР» ('Dirección Principal de Contrainteligencia SMERSH del Comisariado del Pueblo de Defensa de la URSS'), aunque la acuñación de las siglas «СМЕРШ» (SMERSH) se le debe al propio Iósif Stalin, como un portmanteau de la frase en ruso «Смерть шпиoнам» (Smert' shpiónam, 'Muerte a los espías'). Originalmente centrada en combatir a los espías alemanes infiltrados en el ejército soviético, la organización amplió rápidamente su mandato: encontrar y eliminar a cualquier elemento subversivo, de ahí el nombre inclusivo que le dio Stalin.

## Historia
Hasta el 3 de febrero de 1941, el 4.º Departamento (Sección Especial, OO) de la Dirección General de la Seguridad del Estado (GUGB) —el órgano de seguridad más importante dentro del Comisariado del Pueblo para Asuntos Internos (NKVD)— era responsable de la contrainteligencia militar de las Fuerzas Armadas soviéticas. En esa fecha, las 12 Secciones de la Sección Especial y una Unidad de Investigación fueron separadas de la GUGB y NKVD. La liquidación oficial de la OO GUGB dentro del NKVD fue anunciada el 12 de febrero mediante la orden conjunta n.º 00151/003 del NKVD y NKGB URSS. El resto de la GUGB fue abolido y el personal fue trasladado al recién creado Comisariado del Pueblo para la Seguridad del Estado (NKGB). Los departamentos de la antigua GUGB pasaron a llamarse «Direcciones». Por ejemplo, el antiguo Departamento de Asuntos Exteriores (INO) se convirtió en la Dirección de Asuntos Exteriores (INU); la policía política representada por el Departamento Político Secreto (SPO) se convirtió en la Dirección Política Secreta (SPU), y así sucesivamente. El antiguo 4.º Departamento (OO) de la GUGB se dividió en tres secciones. Una sección, que se ocupaba del contraespionaje militar en las tropas del NKVD (antigua 11.ª Sección del 4.º Departamento OO de la GUGB) se convirtió en el 3.er Departamento del NKVD u OKR (Otdel KontrRazvedki), el jefe del OKR NKVD era Aleksander Belyanov, comisario de Seguridad del Estado de 3.er rango. El 25 de febrero de 1941, Víktor Abakúmov se convirtió en comisario adjunto del NKVD encargado de supervisar este y varios departamentos.
La segunda y más significativa parte pasó al Comisariado de Defensa de las Fuerzas Armadas Soviéticas (NKO) convirtiéndose en su 3.ª Dirección o (3 Upravlenie). La 3.ª Dirección del NKO se hizo cargo de la mayor parte de las Secciones del 4.º Departamento de la GUGB y fue dirigida por el comisario de división Anatolii Mikheev, el antiguo y último jefe del NKVD de la OO GUGB. La tercera parte de la antigua OO (la Sección 10) se convirtió en la 3.ª Dirección del Comisariado de Marina (la Flota Roja). El jefe del KI de la Marina era Andrei Petrov, un capitán de la Seguridad del Estado.
La organización fue creada el 19 de abril de 1943 por el Directorado de Departamentos Especiales de la NKVD. En marzo de 1946, el Directorado Principal del SMERSH fue resubordinado al Comisariado del Pueblo de las Fuerzas Armadas (Наркомат Вооруженных Сил, НКВС en ruso; que luego fue reorganizado y convertido en el Ministerio de Fuerzas Militares, MBC en ruso), y descontinuado en mayo de 1946.
SMERSH había funcionado como una organización para movilizar a los jóvenes en la defensa nacional y algunos de sus prometedores jóvenes miembros, tal como Yuri Modin (Yuri Modin), fueron reclutados por la KGB.

## Actividad
El principal oponente del SMERSH en su actividad de contrainteligencia era el Abwehr, el departamento de contrainteligencia alemán, activo durante las dos guerras mundiales.
Las actividades del SMERSH también incluían el "filtrar" a los soldados recuperados de campos de prisioneros enemigos. El SMERSH también "filtró" a la población de los territorios conquistados en Europa Oriental. También se dedicó a castigar a aquellos dentro de la NKVD, le estaba autorizado investigar dentro de la estructura misma de la NKVD. El SMERSH se encargaba también de encontrar y eliminar desertores y dobles agentes enemigos.
Raoul Wallenberg fue arrestado por el SMERSH el 17 de enero de 1945.